# Catalyst (gratte-ciel)
Catalyst est un gratte-ciel de 103 mètres de hauteur et de 27 étages, construit à Charlotte en Caroline du Nord de 2007 à 2009.
L'immeuble comporte des logements (condominium).
L'architecte est l'agence d'Atlanta, Smallwood Reynolds Stewart Stewart & Associates, Inc.